# 미국 채택명
미국 채택명(영어: United States Adopted Name, USAN)은 미국에서 판매되는 의약품에 할당되는 고유한 일반명이다. 각 이름은 미국의사협회(AMA), 미국 약전(USP), 그리고 미국약학협회(APhA)가 공동 후원하는 미국 채택명 위원회(USAN Council)에 의해 할당된다.
미국 채택명 프로그램은 약리학적 또는 화학적 관계에 기반한 논리적 명명법 분류를 설정함으로써 의약품에 대한 간단하고 정보적이며 고유한 일반명(제네릭명이라고도 함)을 선택하는 것을 목표로 한다. 의약품 외에도 미국 채택명 위원회는 유전자 치료 및 세포 치료제, 콘택트 렌즈 폴리머, 수술 재료, 진단제, 운반체, 그리고 부형제로 사용되는 물질의 이름을 정한다. 미국 채택명 위원회는 세계보건기구(WHO) 국제일반명(INN) 전문가 위원회 및 국가 명명 그룹과 협력하여 약물 명명법을 표준화하고 새로운 물질의 분류를 관리하는 규칙을 수립한다.

## 역사
미국 채택명 위원회는 1961년 6월 AMA와 USP가 공동으로 AMA-USP 명명법 위원회를 구성한 후 시작되었다. 미국약학협회(APhA)는 1964년에 세 번째 후원 기관이 되었으며, 이때 위원회 이름이 미국 채택명 위원회로 변경되었고, 미국 채택명은 위원회에 의해 협상되고 공식적으로 채택된 모든 일반명을 설명하는 공식 용어가 되었다. 1967년, 미국 식품의약국(FDA)의 연락 대표가 미국 채택명 위원회 위원으로 임명되었다. FDA는 1984년에 공식 목록에 약물 이름을 추가하는 것을 중단하고 미국에서 판매되는 새로운 단일 성분 약물의 라벨링 및 광고에 대한 확립된 이름으로 미국 채택명을 사용하겠다고 발표했다. AMA 약물 위원회는 더 이상 독립적인 기관으로 존재하지 않는다. FDA는 이제 미국 채택명 위원회에 대표를 두고 있으며, 이 위원회는 화학적 유래 이름에서 벗어났다.
현재 미국 채택명 위원회는 5명의 위원으로 구성되어 있으며, 각 후원 기관에서 한 명씩, FDA에서 한 명, 그리고 일반 위원 한 명으로 구성된다. 매년 각 후원 기관에서 한 명의 위원을 미국 채택명 위원회에 지명하며, FDA는 매년 한 명의 연락 위원을 지명한다. 일반 위원은 AMA, APhA, USP가 제안한 후보 목록 중에서 후원 기관들이 선정한다. 위원회에 지명된 5명은 매년 세 후원 기관의 이사회의 승인을 받아야 한다.

### 미국 채택명 위원회 위원

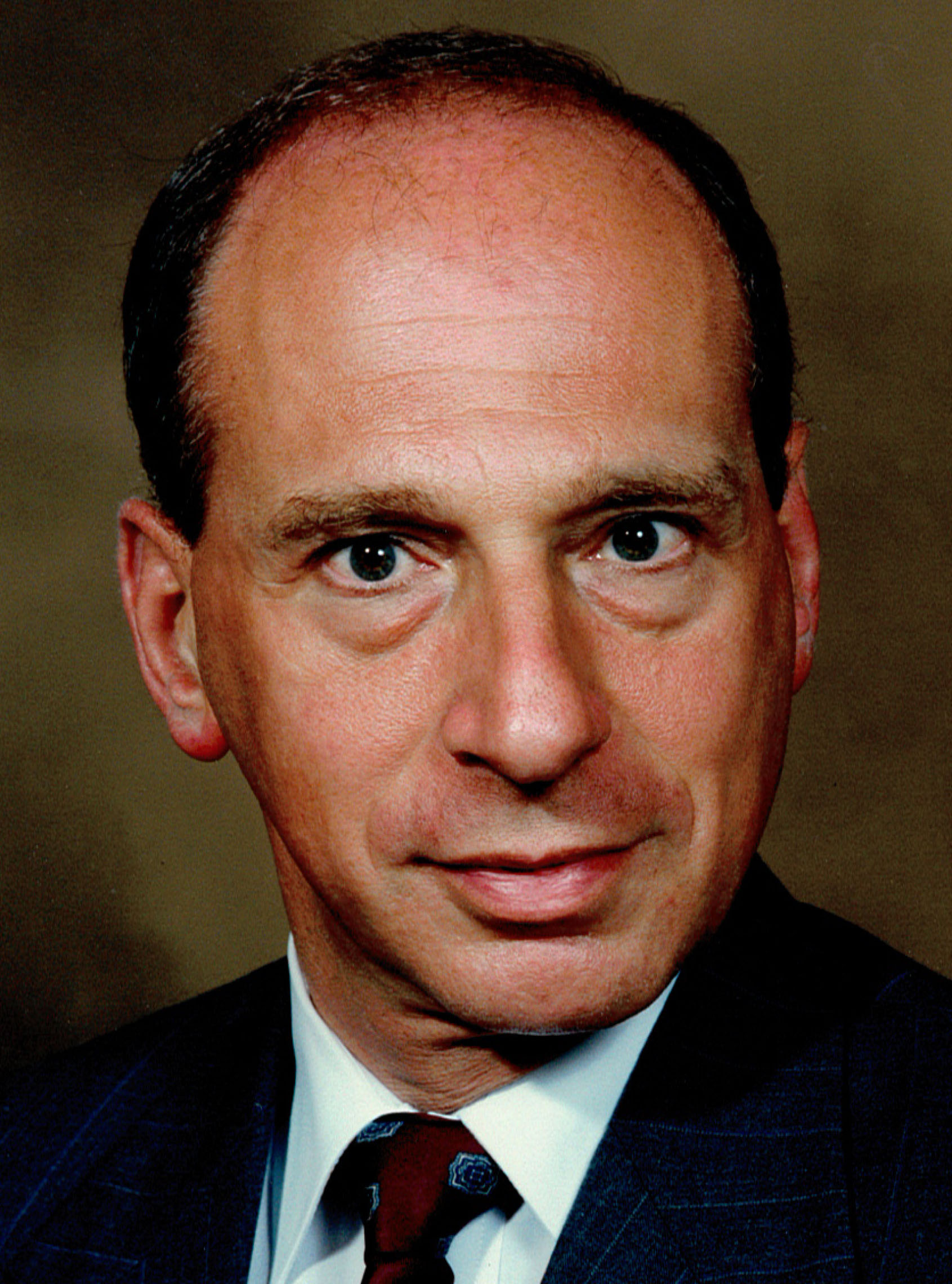
피터 라인스타인, 2012년부터 미국 채택명 위원회 의장

- 제리 맥에보이 (Gerry McEvoy), 약학 박사 (일반 위원)
- 토마스 P. 라인더스 (Thomas P. Reinders)
- 데이비드 루이스 (David Lewis)
- 피터 라인스타인 (Peter Rheinstein), 의장 (2012년부터)[6]
- 아르멘 멜리키안 (Armen Melikian)

## 사용
정의상 일반명은 독점적인 상표 권리의 대상이 아니며 전적으로 공공 영역에 속한다. 이는 개인적인 사용을 위해 등록된 상표명과 구별된다.

## 이름 할당
미국 채택명의 할당은 상표의 존재, 약물 명명법의 국제 조화, 새로운 약물 종류의 개발, 그리고 이름이 선택되는 물질의 의도된 사용이 변경될 수 있다는 사실과 같은 실제적인 고려 사항을 고려한다.
오늘날 할당되는 미국 채택명은 현재의 명명법 관행과 약물 실체의 이름을 지정하는 데 사용된 이전 방법 모두를 반영한다. 초기 약물 명명법은 화학 구조에 기반했다. 새로운 약물이 화학적으로 더 복잡하고 많아짐에 따라 화학에 기반한 일반명은 길고 철자를 쓰거나 발음하거나 기억하기 어려워졌다. 또한 화학적으로 유래된 이름은 비화학자인 건강 전문가에게 유용한 정보를 거의 제공하지 않았다. 건강 전문가의 요구를 고려하여 새로운 실체와 오래된 약물 간의 관계를 반영하고 존재하지 않는 관계를 시사할 수 있는 이름을 피하는 시스템으로 이어졌다.
현재의 명명법 관행에는 새로운 화학 물질을 기존 약물 계열과 관련시키는 "어간"이라는 표준화된 음절의 채택이 포함된다. 어간은 일반명에서 접두사, 접미사, 또는 접미사가 될 수 있다. 각 어간은 특정 화학 구조 유형, 약리학적 속성, 또는 이러한 속성의 조합을 강조할 수 있다. 권장 미국 채택명 어간 목록은 새로운 화학 및 약리학적 속성을 가진 약물을 수용하기 위해 정기적으로 업데이트된다.
일반적으로 미국 채택명 신청은 임상시험계획 승인 신청(IND)이 활성화되고 임상시험이 시작된 후에 미국 채택명 위원회로 전달되어야 한다.
많은 약물 제조업체는 전 세계에 자회사를 두거나 미국 외부에 있는 약물 회사와 계약을 맺은 다국적 기업이다. 따라서 도입되는 각 새로운 단일 성분 화합물에 대해 국제적인 이름이 확립되는 것이 제약 회사, 다양한 명명 위원회, 그리고 일반 의료계에 매우 바람직하다. 미국 채택명을 할당하고 국제적으로 이름을 표준화하는 데는 몇 달에서 몇 년이 걸릴 수 있다.

## 미국 채택명과 국제일반명의 차이점
미국 채택명이 국제일반명과 다른 약물의 예는 다음과 같다.
| 국제일반명     | 미국 채택명                     |
| -------------- | ------------------------------- |
| 글리벤클라미드 | 글리부리드 (glyburide)          |
| 이소프레날린   | 이소프로테레놀 (isoproterenol)  |
| 모라시진       | 모리시진 (moricizine)           |
| 오르시프레날린 | 메타프로테레놀 (metaproterenol) |
| 아세트아미노펜 | 아세트아미노펜 (acetaminophen)  |
| 페티딘         | 메페리딘 (meperidine)           |
| 리팜피신       | 리팜핀 (rifampin)               |
| 살부타몰       | 알부테롤 (albuterol)            |
| 토라세미드     | 토르세미드 (torsemide)          |
| 레티가빈       | 에조가빈 (ezogabine)            |

## 같이 보기
- 영국 승인명
- 국제일반명
- 단일클론항체 명명법
- 미국 약전